# Мисс мира 1952
Мисс мира 1952 (англ. Miss World 1952) — 2-й ежегодный конкурс красоты, прошедший 14 ноября 1952 года в театре «Лицеум» в Лондоне, Великобритания. Одиннадцать участниц боролись за титул. Победила Май-Луиза Флудин, представлявшая Швецию. Она стала второй шведкой, победившей на этом конкурсе, после Кикки Хоканссон, завоевавшей корону в предыдущем году.

## Результаты
| Результат      | Участница                    |
| -------------- | ---------------------------- |
| Мисс мира 1952 | - Швеция — Май-Луиза Флудин  |
| 1-я вице-мисс  | - Швейцария — Сильвия Мюллер |
| 2-я вице-мисс  | - ФРГ — Вера Маркс           |
| 3-я вице-мисс  | - Финляндия — Эва Хеллас     |
| 4-я вице-мисс  | - США — Талли Ричардс        |

## Участницы
| Страна         | Фото | Участница                                | Дата рождения | Родной город |
| -------------- | ---- | ---------------------------------------- | ------------- | ------------ |
| Великобритания |      | Дорин Даун (Doreen Dawne)                |               |              |
| Дания          |      | Лиллиан Кристенсен (Lillian Christensen) |               |              |
| Египет         |      | имя неизвестно                           |               |              |
| Ирландия       |      | Энья Данн (Eithne Dunne)                 |               |              |
| Нидерланды     |      | Санни Вейтнер (Sanny Weitner)            |               |              |
| США            |      | Талли Ричардс (Tally Richards)           |               |              |
| Финляндия      |      | Эва Хеллас (Eva Maria Hellas)            |               |              |
| Франция        |      | Николь Друэн (Nicole Drouin)             |               |              |
| ФРГ            |      | Вера Маркс (Vera Marks)                  |               |              |
| Швейцария      |      | Сильвия Мюллер (Sylvia Müller)           |               |              |
| Швеция         |      | Май-Луиза Флудин (May Louise Flodin)     |               |              |

### Подробнее об участницах
- Бельгия — Анни-Mари Пауэлс была дисквалифицирована, поскольку отказалась расстаться со своим приятелем, сопровождавшим её в Великобританию.
- Дорин Даун (Великобритания) уже участвовала в конкурсе «Мисс мира 1951», на котором она стала 2-й вице-мисс. В этом году ей была предоставлена возможность вновь попытаться завоевать корону для Великобритании, однако она не вошла даже в призовую пятёрку.
- Шестеро из участниц конкурса, Анни-Мари Пауэлс (Бельгия), Ева Хеллас (Финляндия), Николь Друэн (Франция), Вера Маркс (ФРГ), Энья Данн (Ирландия) и Сильвия Мюллер (Швейцария), также участвовали в конкурсе «Мисс Европа 1952» в Неаполе, Италия, 19 августа. Это состязание завершилось для них безрезультатно, и только Николь Друэн из Франции вошла в число фавориток и стала 1-й вице-мисс[1].